# Glyphis montoensis
Glyphis montoensis är en lavart som först beskrevs av A.W. Archer och som fick sitt nu gällande namn av Bettina Staiger.
Glyphis montoensis ingår i släktet Glyphis och familjen Graphidaceae. Inga underarter finns listade i Catalogue of Life.